# Durban Challenger 1989
Il Durban Challenger 1989 è stato un torneo di tennis facente parte della categoria ATP Challenger Series nell'ambito dell'ATP Challenger Series 1989. Il torneo si è giocato a Durban in Sudafrica dal 31 luglio al 6 agosto 1989 su campi in cemento.

## Vincitori

### Singolare
Marcos Ondruska ha battuto in finale  Ugo Colombini con il punteggio di 6–4, 6–4

### Doppio
Royce Deppe /  Byron Talbot hanno battuto in finale  Earl Zinn /  Brent Haygarth con il punteggio di 6–2, 6–4